# Johann Christoph Kaffka
Johann Christoph Kaffka (Johann Christoph Engelmann), né en 1754 à Ratisbonne et mort à Riga en 1815, est un violoniste, compositeur et un chanteur allemand.

## Biographie
Johann Christoph Kaffka est né en 1754 à Ratisbonne. Il est le second fils de Joseph Kaffka.
Il étudie la musique dans sa ville natale auprès du compositeur Joseph Riepel et fait partie de la chapelle princière. Après avoir été directeur de la musique d'une troupe qui se produit à Nuremberg en 1777, il se rend à Berlin.
Il est mort en 1815 à Riga.